# Bajep Buojdes
Bajep Buojdes, enligt tidigare ortografi Pajep Puoites, är en sjö i Jokkmokks kommun i Lappland och ingår i Luleälvens huvudavrinningsområde. Sjön har en area på 0,272 kvadratkilometer och ligger 941,1 meter över havet.

## Delavrinningsområde
Bajep Buojdes ingår i det delavrinningsområde (744827-156164) som SMHI kallar för Utloppet av Puoites. Medelhöjden är 973 meter över havet och ytan är 9,11 kvadratkilometer. Det finns inga avrinningsområden uppströms utan avrinningsområdet är högsta punkten. Buojdesjåhkå som avvattnar avrinningsområdet har biflödesordning 4, vilket innebär att vattnet flödar genom totalt 4 vattendrag (Tjuoldajåhkå, Gamájåhkå, Lilla Luleälven, Luleälven) innan det når havet efter 333 kilometer. Avrinningsområdet består mestadels av kalfjäll (83 %). Avrinningsområdet har 1,55 kvadratkilometer vattenytor vilket ger det en sjöprocent på 17 %.